# Kimberly Loaiza
Kim Loaiza, de son nom complet Kimberly Guadalupe Loaiza Martínez, née le 12 décembre 1997, est une influenceuse et chanteuse mexicaine.
En 2016, elle a commencé sa carrière sur YouTube et en 2020, elle a lancé sa chanson "no seas celoso" qui a dominé les charts dans plusieurs pays et compte actuellement 230 millions de vues sur YouTube. Elle est actuellement la 7eme utilisatrice la plus suivie sur TikTok.

## Carrière
Les débuts de Kimberly Loaiza dans le monde des réseaux sociaux remontent à la création de son compte Twitter ; elle n'avait que quatorze ans lorsqu'il a créé le compte. Mais ce n'est pas ce qui a causé sa renommée. Cinq ans puis en 2016, elle a commencé à vloger sur YouTube avec sa première vidéo le 15 novembre 2016, puis Kimberly Loaiza a subi une rhinoplastie, pour laquelle elle s'est rendue en Colombie où la procédure a été réalisée.
La youtubeuse a commencé comme n'importe quelle fille avec l'illusion d'aller loin sur les réseaux sociaux et il ne lui a pas fallu longtemps pour commencer à se faire remarquer. Les vloggers de YouTube sont connus pour les différents types de vidéos qu'ils réalisent, mais Loaiza a initialement réalisé des vidéos de maquillage, des tutoriels sur les cheveux et des anecdotes pour les filles ; cependant, au fil des ans, son contenu a changé pour créer plus de vlogs, de défis et de tags avec ses amis. Quelques années plus tard, Kimberly Loaiza est non seulement restée vlogger, mais a également commencé une carrière dans la musique et en 2019, elle a sorti son premier single, Enamorarme ; plus tard, d'autres très réussis arriveront comme "More, Tequila and shot, Éteignez la lumière, Notre accord, Ne soyez pas jaloux", entre autres.
En 2020, Kimberly Loaiza était devenue l'une des plus grandes célébrités sur Internet en lançant une ligne de vêtements, avait obtenu de grands succès musicaux, avait ouvert sa propre compagnie de téléphone et comme si cela ne suffisait pas, elle avait battu le record de Yuya (en) en devenant la hispanophone avec le plus d'abonnés sur YouTube, collaborant même avec des personnalités internationales telles que James Charles,. 

## Scandale
Fin 2021, un grand scandale viendrait pour Kimberly Loaiza lorsque Juan de Dios Pantoja a joué dans la fuite d'une vidéo intime sur les réseaux sociaux où il semblait avoir des relations sexuelles avec une femme qui n'est pas sa partenaire. Le scandale s'est aggravé lorsque Lizbeth Rodríguez a assuré qu'elle avait les preuves nécessaires pour exposer l'infidélité de Juan de Dios Pantoja avec Kevin Achutegui, qui est un grand ami de Kimberly Loaiza et est également connu pour être le photographe personnel des deux youtubeurs. Mais après plusieurs vidéos où il s'est défendu et s'est excusé auprès de Kimberly Loaiza, cette dernière lui a pardonné et ils ont poursuivi leur relation.

## 2021
À la mi-2021, les prix "MTV MIAW 2021" ont eu lieu, qui étaient devenus l'un des événements les plus attendus de la saison des récompenses, en particulier pour les fans d'influenceurs et de stars des médias sociaux,, parce que si les chanteurs et la musique en général a été récompensée, la plupart des nominations étaient axées sur des personnalités YouTube, Tiktok et des influenceurs, elle a également été menée par Kali Uchis avec l'influenceur Kenya Os, avec cela, il a été démontré que la popularité de Kimberly Loaiza continuait d'être très forte au sein réseaux sociaux et le monde de l'internet parce qu'elle faisait une fois de plus reconnaître sa carrière dans l'un des prix les plus importants du réseau de télévision MTV. Les catégories dans lesquelles Kimberly Loaiza a été nommée étaient : Icon MIAW, Creator of the Year, Couple on Fire (pour sa relation avec Juan de Dios Pantoja appelé « Jukilop ») et Fandom of the Year.

## Vie privée
Kimberly et Juan de Dios Pantoja ont commencé leur relation en 2012, ils ont duré six ans à sortir ensemble et ils ont leur première fille, elle s'appelait Kima Sofía. En 2020, Loaiza a révélé qu'elle avait épousé Juan de Dios Pantoja et mentionnerait qu'elle attendait un deuxième enfant nommé Juan. "Je viens d'aller voir mon Juanito, il va bien, mais les médecins recommandent qu'il reste quelques heures de plus dans l'incubateur, à cause de la chaleur qu'ils lui mettent", a déclaré Juan De Dios. Heureusement, la césarienne de Kimberly n'a pas eu de complications et elle et le petit Juanito ont rapidement quitté l'hôpital, commençant ainsi une nouvelle étape de leur vie.

## Discographie

### Simple
- Enamourarmé - 2019
- Amandote (avec Juan de Dios Pantoja )- 2019
- Pas de mer Celoso - 2019
- Moi Perdiste - 2020
- Au revoir - 2020
- Do It (avec Dimitri Venegas, Like Mike & Azteck ) - 2020
- Apaga La Luz - 2020
- Me Perdiste Remix (avec Casper Magico & Lyanno ) - 2021
- De Lao Remix (avec Ely Blancarte, Elvis de Yongol & Franzata ) - 2021
- Mejor Sola (avec Zion et Lennox ) - 2021
- Ya pas de somos - 2021
- Después de las 12 (avec Ovy à la batterie ) - 2022
- Inconditionnel (avec Juan de Dios Pantoja & Lyanno ) - 2022

## Filmographie

### la télé
| An   | Cou.               | Programme    | Genre        | Rôle       | Remarques                  | État   | Rapporter     |
| ---- | ------------------ | ------------ | ------------ | ---------- | -------------------------- | ------ | ------------- |
| 2019 | Drapeau du Mexique | Hoy          | Magazine     | Invité     |                            |        | Las estrellas |
| 2021 | Drapeau du Mexique | Así se baila | Télé réalité | Concurrent | Avec José Gregorio Pantoja | Retiré | Telemundo     |